# Arnold (Unternehmen)
Arnold ist eine Handelsmarke des britischen Modelleisenbahnherstellers Hornby Railways unter dem in der Nenngröße N vorwiegend Modelleisenbahnfahrzeuge für die Spur N und Zubehör vertrieben werden.
Arnold, genaugenommen die Firma K. Arnold & Co. Metallspielwarenfabrik Nürnberg, war ein deutsches Unternehmen, das anfänglich Blechspielzeuge und später Modelleisenbahnen, hauptsächlich für die Spur N herstellte, bis Arnold Mitte der 1990er Jahre in finanzielle Schwierigkeiten geriet und heute nur noch als Markenname existiert.

## Geschichte

### Gründung
Das Unternehmen wurde am 4. Oktober 1906 in Nürnberg von Karl Arnold gegründet und produzierte dort hauptsächlich Blechspielzeug. 1913 bezog die Firma ihr eigenes Werksgebäude an der Nürnberger Blumenthalstraße ⊙, das später an der Deutschherrnstraße erweitert wurde. Im Zweiten Weltkrieg wurden alle Nürnberger Produktionsstätten zerstört. Die Produktion wurde nach Kriegsende im Zweigbetrieb im oberpfälzischen Mühlhausen wieder aufgenommen, bis auch das Nürnberger Werk wieder aufgebaut war. Das Zweigwerk in Mühlhausen wurde weiterhin beibehalten, weil die niedrigeren Grundstücks- und Lohnkosten im ländlichen Raum einen zunehmend wichtigen Kalkulationsfaktor bildeten.

### Strategiewechsel
Bedingt durch den allmählichen Rückgang des Absatzes an Blechspielzeugen produzierte Arnold ab 1959 für kurze Zeit für die Firma Trix Modelleisenbahn-Rollmodelle im Maßstab 1:180. Zu den umgangssprachlich als Schiebetrix bezeichneten Fahrzeugmodellen gab es allerdings kein passendes Gleissystem. Arnold entwickelte zeitgleich ein eigenes elektrisches Modelleisenbahn-System in einer ähnlicheren Baugröße.
Im Jahr 1960 wurden diese neuartige kleine elektrische Modelleisenbahn für eine Spurweite von 9 mm auf der Nürnberger Spielwarenmesse unter dem Markennamen „Arnold Rapido 200“ im Maßstab von 1:200 präsentiert. Das Arnold Rapido 200 anfänglich auf Gleisen mit einer Spurweite von 8 mm gefahren sein soll ist ein Mythos und widerlegt.
Nach einem Leserbrief fertigte Arnold ab der Nürnberger Spielwarenmesse 1962 die Fahrzeugmodelle im auf 1:160 geänderten Maßstab für die Spurweite von 9 mm und vertrieb diese nun neu unter dem Markennamen „Arnold Rapido“.
Im Jahre 1964 wurde die Spurweite von 9 mm mit einem Maßstab von 1:160 in der Norm Europäischer Modellbahnen (NEM) 010 Maßstäbe, Nenngrößen, Spurweiten, des Verbandes der Modelleisenbahner und Eisenbahnfreunde Europas (MOROP) als Spur N aufgenommen. Bis zur Normierung verwendete Arnold primär die Spurweite zur Definition der neuen kleinen Baugröße. Der Begriff Spur N oder Nenngröße N war vor 1964 noch nicht bekannt.
Arnold war somit, nach der Britischen Firma Die Cast Machine Tools in London, die unter dem Markennamen Treble-0-Lectric kurz zuvor auf die Spurweite von 9 mm bei einem Maßstab von 1:152 setzte, die Spur 000 (2 mm Scale), ein weiterer Pionier der Spur N und galt lange Jahre als Marktführer, obschon sich Arnold bereits ab 1964 auf zunehmende Konkurrenz beispielsweise durch die Minitrix-Produkte (aus dem Hause Trix) und ab 1969 durch die Fleischmann piccolo-Produkte aus dem Hause Fleischmann einstellen musste.
1966 stellte Arnold die Produktion auf normgerechte Polung – bei Vorwärtsfahrt ist die rechte Schiene der Pluspol – um.
Ab dem Katalog 1975/1976 wurde der Markenname „Arnold Rapido“ aufgegeben und stattdessen „Arnold N“ verwendet.
Das Unternehmen produzierte zunächst ausschließlich ein Vollsortiment für die Spur N. Neben rollendem Material und Gleisen stellte Arnold in beschränkter Auswahl auch Zubehör im Maßstab 1:160 her. Darunter befanden sich verschiedene Gebäude und Straßenfahrzeuge.
In den 1990er Jahren wurde die Produktpalette um einige Fahrzeuge in der Spur TT erweitert.

### Führende Rolle auf dem Spur N-Sektor
Das Unternehmen entwickelte viele innovative Produkte, mit denen man sich eine gewisse technische Überlegenheit auf dem Modellbahn-Markt erarbeitete. 

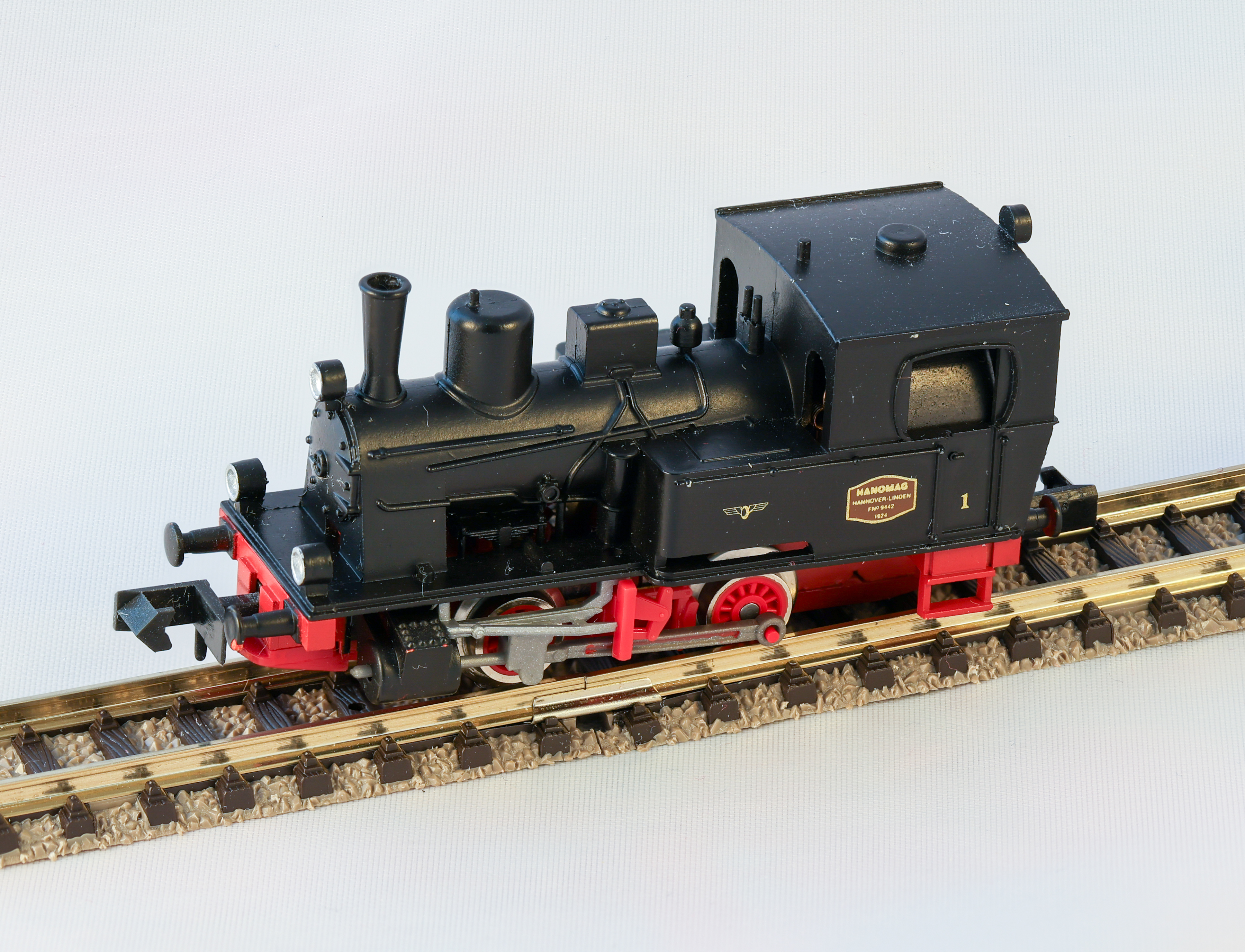
Arnold Modelleisenbahn Lokmotive mit der Kupplung nach einem Rokal Patent und einer NEM Norm von der Seite

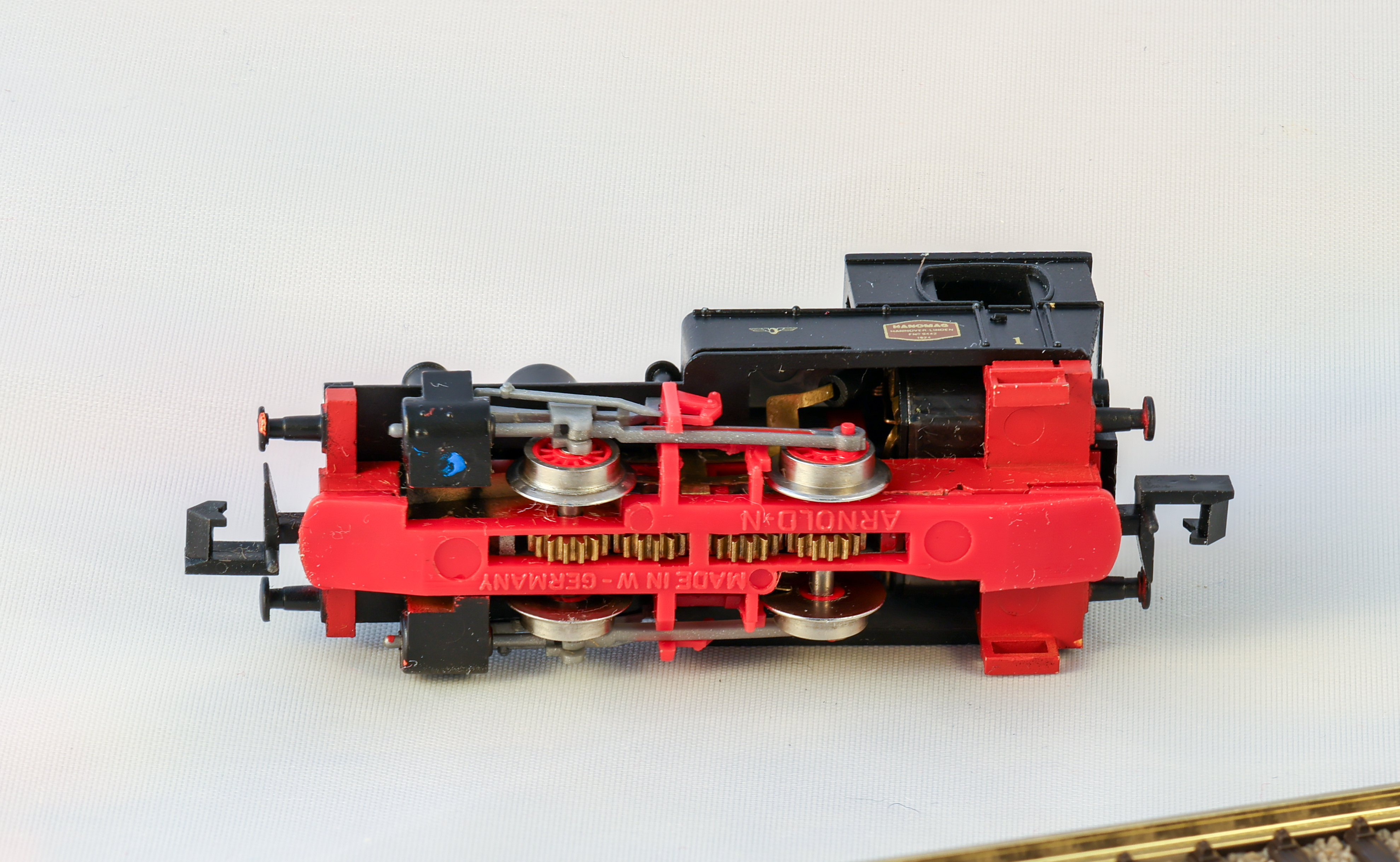
Arnold Modelleisenbahn Lokmotive mit der Kupplung nach einem Rokal Patent und einer NEM Norm von unten

So wurde 1963 eine scheinbar neuartige Spur N-Klauenkupplung vorgestellt, die ein Jahr später vom Verband der Modelleisenbahner und Eisenbahnfreunde Europas in dessen Normen NEM 356 Kupplungskopf für Nenngröße N zum Standard für die Spur N erhoben wurde. Mit dieser Kupplung verletzte die Firma K. Arnold jedoch ein Patent der Firma Rokal die bereits im Jahre 1951 eine weitgehend baugleiche Kupplung für seine Modelleisenbahn in der Spur TT einführte und zum Patent anmeldete. In einem im Jahre 1963 gelösten Patentstreit verpflichtete sich Arnold für seine Kupplung pro Kupplung eine Lizenzgebühr an Rokal zu bezahlen. 1970 geriet Rokal in finanzielle Schwierigkeiten und übertrug die Modelleisenbahnprodukte mit dessen Werkzeuge und Patenten an die Firma Röwa die 1975 Konkurs ging. In der Folge übernahm die Firma K. Arnold das Patent der Kupplung.
1967 brachte Arnold die ersten unverkürzten Modelle von Schnellzugwagen der Bundesbahn heraus. 1972 erschien die erste Dampflok in Spur N mit Rauchgenerator sowie Personenwagen mit Innenbeleuchtung, 1973 folgte die Simplex-Kupplung zum automatischen Entkuppeln an jeder beliebigen Stelle der Modellbahnanlage.
Ab 1981 fertigte Arnold als erster Großserienhersteller die Nachbildung einer Dampflok mit gelenkigem Doppeltriebwerk der Bauart Mallet. 1985 brachte Arnold mit der Kleinlok Köf das kleinste bis dahin jemals erschienene Lokmodell in Spur N heraus, in dem sich noch ein Antrieb unterbringen ließ.
Eine originelle Sonderversion waren mit echtem Gold bedampfte Lokmodelle ohne Antrieb, die ab 1976 auf den Markt kamen.

#### Zubehör
Um 1970 übernahm Arnold von der Firma Blattmann in Emmendingen ein kleines Sortiment von Gebäuden, Bahnbauwerken und Zubehör für die Baugröße N. Blattmann hatte seit etwa 1965 unter dem Markennamen Klei-We (Kleine Welt) fast ausschließlich für den Markt der Baugröße N produziert. Arnold brachte die Bausätze ab 1971 unter eigenem Markennamen heraus, so das Stationsgebäude Renchen oder das nicht ganz vorbildgerechte Stellwerk Lorch. Daneben produzierte Arnold ein umfangreiches Zubehörsortiment, beispielsweise Signalattrappen und Ladegut, um den N-Markt zu beleben. Das war strategisch sinnvoll, da Arnold sich ausschließlich auf die Baugröße N konzentrierte, deren Marktanteil im Verhältnis zur Spur H0 traditionell geringer ist und deshalb nur begrenzten Umsatz pro Modell erwarten lässt. In der Folge brachte Arnold weitere eigene Gebäudebausätze heraus, wie ein Transformatorenhäuschen oder das Stationsgebäude Winsen (Luhe).

### Auftreten am Markt
Problematisch für Arnold wirkten sich mehrere Entwicklungen aus: Der Formenbau von Arnold blieb sowohl in der Feinheit der Gravur wie in der Exaktheit der modellmäßigen Umsetzung bald hinter den technischen Möglichkeiten zurück. Das galt etwa für Modelle mit gerundeten sphärischen Kopfformen wie E 103 oder E 150 oder kleine Lokomotiven wie die E 69. Die optische und funktionale Ausführungsqualität des Mitbewerbers Fleischmann war ab dessen Markteinstieg in die Spur N 1969 der von Arnold spürbar überlegen. Auch die Konkurrenten Minitrix und Roco verbesserten ihre Qualität bald merklich. Beispielsweise erhielten bereits 1973 zwei neu erschienene Güterwagen von Arnold ein eher ungünstiges Urteil seitens der Modellbahnpresse. Die parallel besprochenen Neuheiten der anderen Hauptmitbewerber wurden wesentlich besser bewertet.
Technisch ungünstig war die Ausrüstung der Arnold-Modelle mit zu stark zugespitzten Spurkränzen, was beim Einsatz auf Gleismaterial anderer N-Hersteller Entgleisungen begünstigte. Die Verwendung von Kunststoffrädern bei den Wagen sorgte für unruhigen Lauf, außerdem führte sie auf Gleis von Fremdfabrikaten zum „Sammeln“ von Schmutz auf der Radlauffläche mit holprigem Lauf als Folge. Die erwünschte Kompatibilität mit Material anderer Hersteller – schon in früher Zeit der Baugröße N ein entscheidender Vorteil dieser Spurweite – wurde so durch Arnold nicht gefördert. Andere Hersteller wie Fleischmann oder Roco setzten von Anfang an auf die in der Herstellung teuren, aber hochwertigen Metallradsätze. Die Antriebstechnik und Laufruhe der Lokomotiven von Arnold, namentlich bei den Dampflokmodellen, und die allgemeine Umsetzung von Maßstäblichkeit, Proportionen und Gravur fiel im Vergleich mit den anderen Anbietern zunehmend ab. Denn um die Modelle robust und stark zu machen und den Antrieb besser unterzubringen, waren etwa die Modelle der Altbau-Elloks maßstäblich etwas zu groß. Mit dem Erscheinen vergleichbarer Vorbilder bei den anderen Marktteilnehmern liefen diese Arnold den Rang ab. So war etwa das robuste Modell der Güterzug-Ellok E 94 von Arnold in der Breite um 1 mm und in der Höhe um 2 mm größer als das einige Zeit später von Fleischmann herausgebrachte Modell nach dem gleichen Vorbild, in dieser Baugröße eine sehr spürbare Abweichung.

### Marktveränderung und Niedergang
Die Tendenz von Arnold zur möglichst kostensparenden Herstellung verursachte hausgemachte Wettbewerbsnachteile. So wurden die Gehäuse der Fahrzeuge durchgefärbt, was trotz seidenmatter Struktur von Granulat und Oberfläche zum typischen „Plastik-Farbton“ der Modelle führte und die Produkte von Arnold sofort von denen anderer Hersteller unterschied. Die Mitbewerber sorgten bei ihren Gehäusen durch den aufwändigen Arbeitsgang der Lackierung für ein authentisches und überzeugendes Finish. Außerdem hielt Arnold sehr lange an den seinerzeit unterdetaillierten Untergestellen aus Zinkguss fest und geriet damit stark ins Hintertreffen. Zu regelrecht skurrilen Ergebnissen führte die Strategie von Arnold, bei den Güterwagen möglichst ein Einheitsfahrgestell zu verwenden, um die Formkosten für zusätzliche Chassis zu sparen. Die Folge war, dass die Proportionen etlicher Vorbilder verzerrt werden mussten oder der Achsstand – als optisch maßgebliches Merkmal – stark abwich.
Etwa ab Mitte der 1980er Jahre wurde der Markt in der Baugröße H0 für die Käufer wieder zunehmend attraktiver. Dazu trugen bei: die immer bessere Detaillierung, vor allem aber die allmähliche Bereitschaft der Erzeuger, die technischen Normen europäischer Modellbahnen zu berücksichtigen, insbesondere die Einführung des Normkupplungsschachtes, sodass Kompatibilität und Funktion der Modelle unabhängig vom Hersteller stark verbessert wurden, schließlich die zunehmende Verfügbarkeit von weniger oder gar nicht verkürzten Schnellzugwagen. Der bis dahin große Vorteil der Baugröße N, über diese Systemeigenschaften seit jeher zu verfügen, zog nun zunehmend geringer. Mit der Wiedervereinigung Deutschlands eröffnete sich den Modellbahnfirmen in der Baugröße H0 ein neuer, dankbarer Markt mit vielen interessanten Vorbildern. Die Baugröße N war in der DDR weniger verbreitet; der Maßstab 1:120 bildete mit Material vom VEB Berliner TT-Bahnen ein massives Marktsegment, sodass sich die etablierten westdeutschen Hersteller tendenziell mit diesem neuen Marktsegment beschäftigen mussten. Jeder Zulauf für die TT-Spur tat allerdings zwangsläufig den anderen Baugrößen Abbruch, im Zweifel der Spur N. Arnold erfreute zwar die N-Gemeinde weiterhin rege mit Neuheiten, vermochte aber endgültig nicht mehr, technisch und ästhetisch seiner Rolle als einstiger Marktführer weiterhin gerecht zu werden.

### Fortbestand des Markennamens
Das Unternehmen musste 1995 Insolvenz anmelden und wurde 1997 vom italienischen Mitbewerber Rivarossi übernommen. Die Nürnberger Liegenschaft wurde verkauft und in der Folge mit Wohn- und Geschäftsnutzungen belegt. Im Jahr 2001 wurde auch die Produktion in Mühlhausen eingestellt. Die Modellformen wurden nach Italien verbracht. 2003 war Rivarossi ebenfalls insolvent. Daraufhin erwarb 2004 die Hornby Plc. Teile von Rivarossi und damit u. a. auch den Markennamen Arnold sowie die Arnold-Formen.
Seit 2006 sind wieder Arnold-Modellbahnprodukte im Handel erhältlich. Die Entwicklung der Modelle erfolgte zunächst in England und Italien, seit 2009 in Spanien und Deutschland. Nachdem zunächst viele bestehende Modelle in Spur N und TT in überarbeiteter Form auf den Markt gelangt waren, werden seit 2009 nun auch wieder neue Spur-N-Modelle entwickelt. Für 2013 wurde erstmals ein Modell im Maßstab 1:148 für den britischen Spur-N-Markt angekündigt. Es handelt sich dabei um ein Modell des fünfteiligen Pullman-Elektrotriebwagens Brighton Belle.

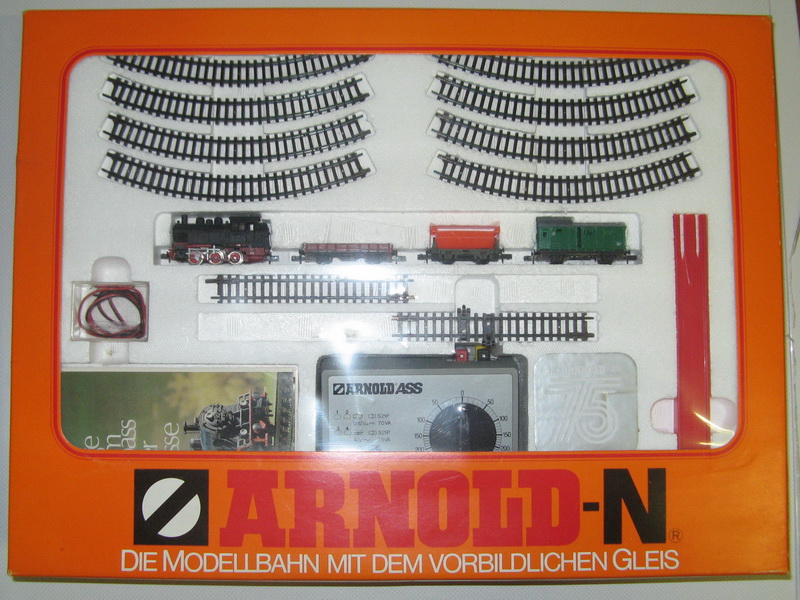
Modellbahn-Starterset mit Rollmaterial, Gleisen und Trafo
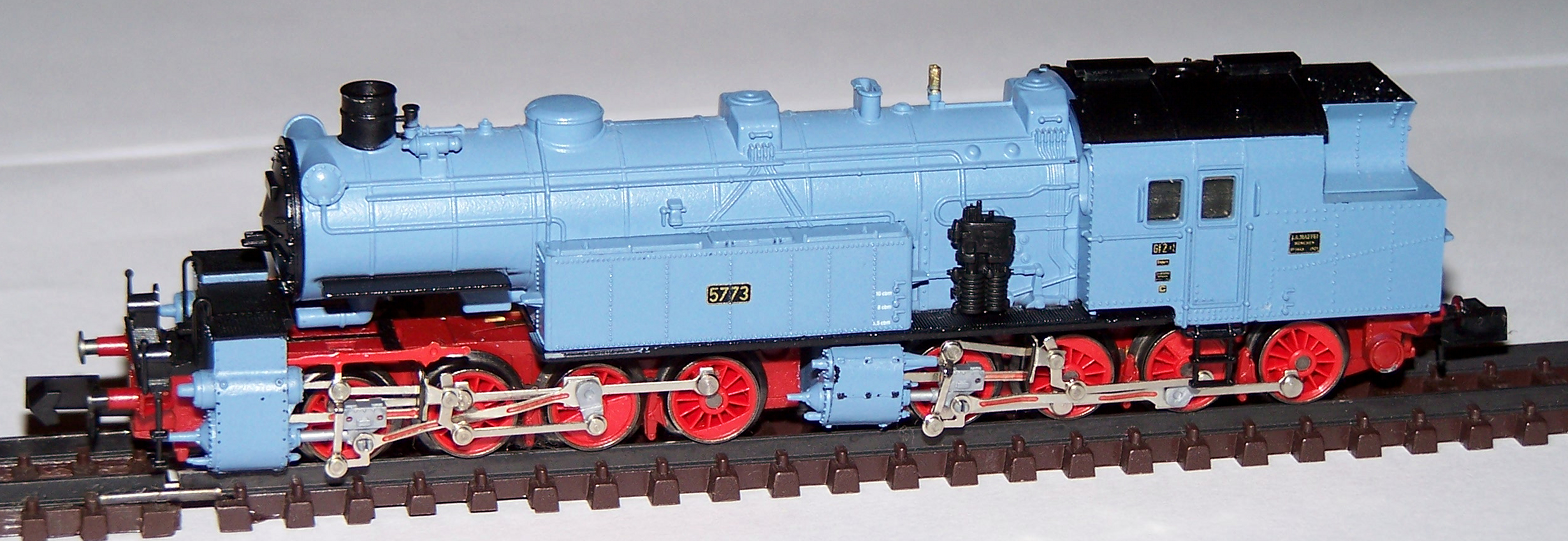
Modell der Mallet-Lok der Baureihe Bayerische Gt 2×4/4 in Spur N von Arnold-N
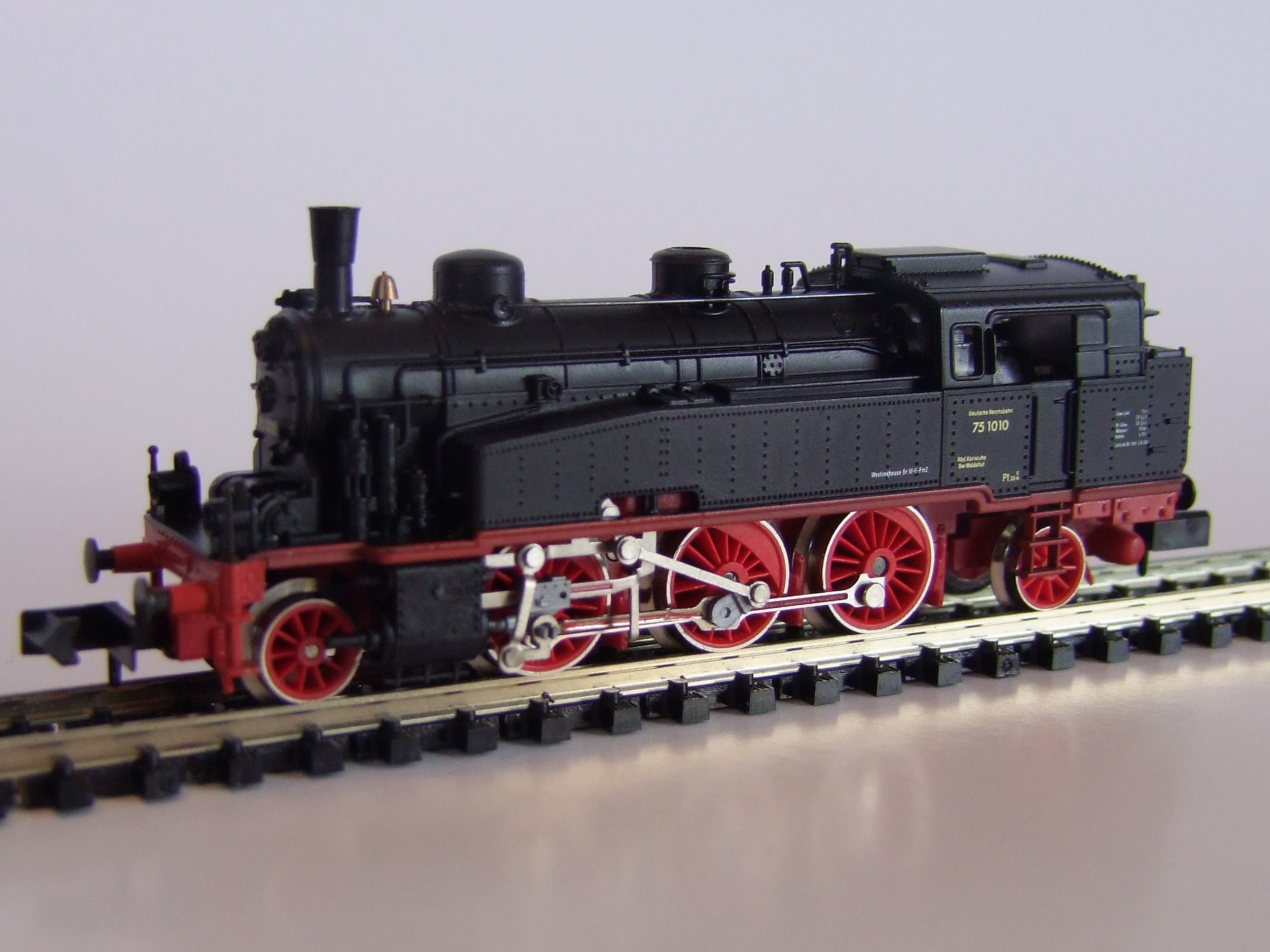
DRG BR 75 Ep. II
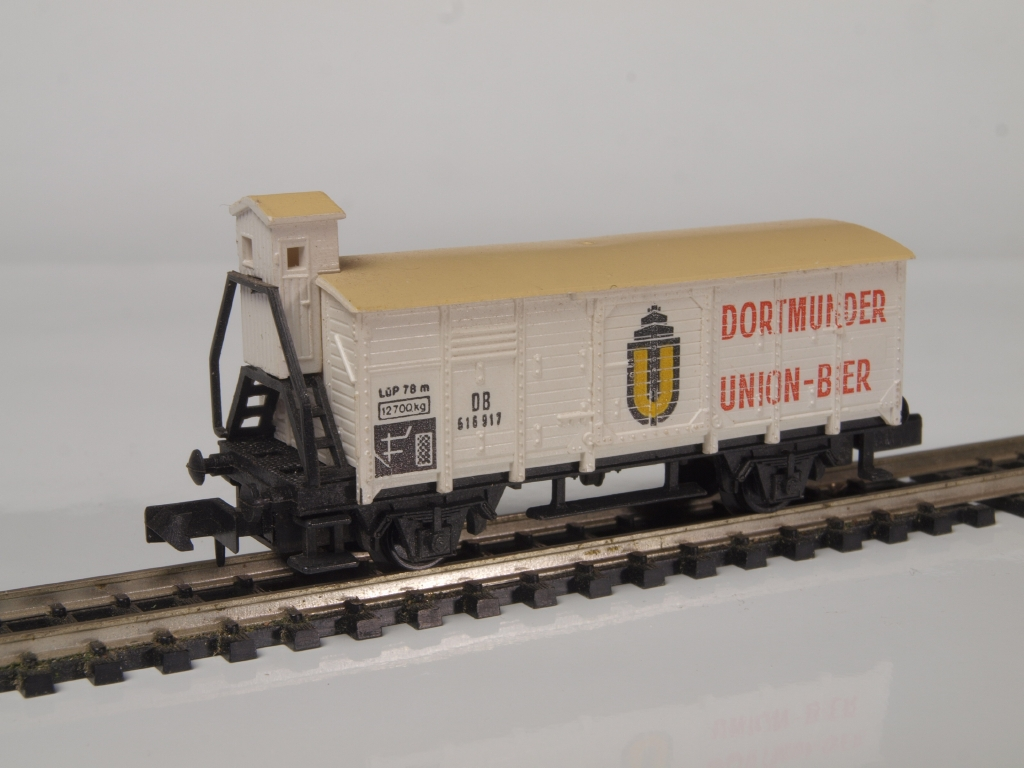
Arnold N Modell 75
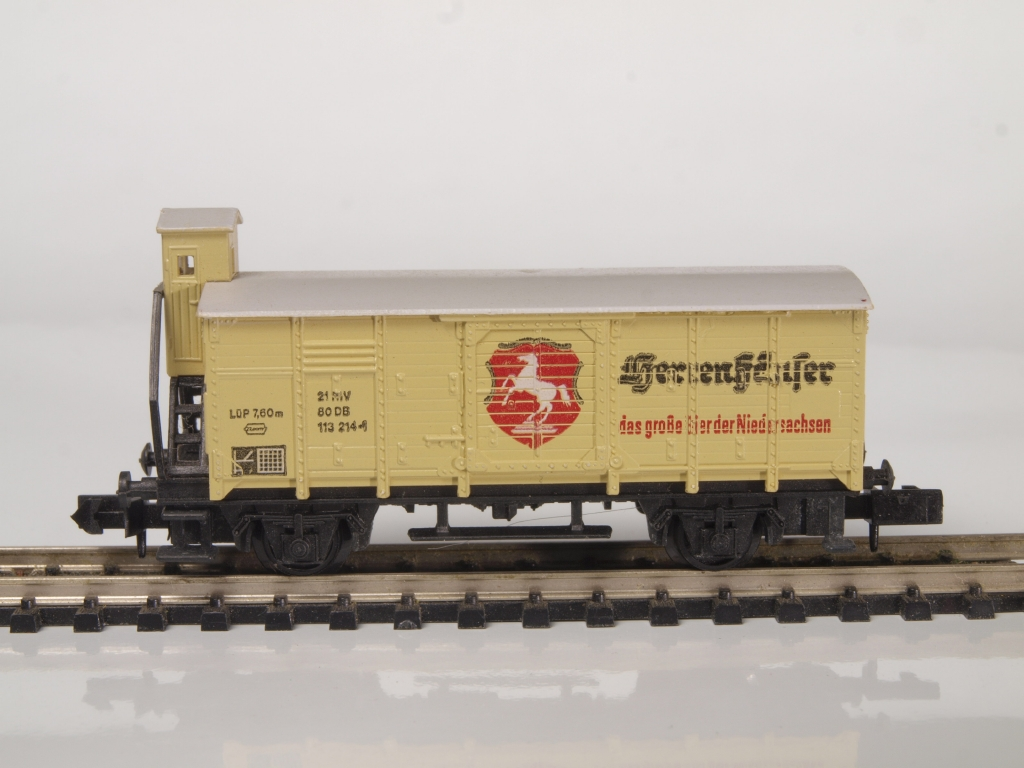
Arnold N Modell 83